# La Fiancée de Lucky Luke
La Fiancée de Lucky Luke est la quatre-vingt-dixième histoire de la série Lucky Luke par Morris et Guy Vidal. Elle est publiée pour la première fois en 1985, du no 2479 au no 2482 du journal Spirou, puis, la même année, en album, aux éditions Dargaud. L'histoire s'inspire du film Convoi de femmes.

## Résumé
Située dans l'Ouest sauvage, la ville de Purgatory est uniquement habitée par des hommes. Le laisser-aller et le désordre y règnent. La disparition de la ville semble également inéluctable, car l'absence de femmes empêche les naissances et donc, le renouvellement des générations. Cependant, à l'est du pays, vivent des dizaines de femmes ne trouvant pas d'hommes. Une poignée d'entre elles décident alors de partir à Purgatory, afin d'y épouser les habitants. 
Bien que réticent au début, Lucky Luke accepte de guider le convoi à travers les États-Unis, accompagné de son ami Hank Bully. Malgré plusieurs incidents, les promises arrivent à bon port et peuvent enfin convoler en justes noces avec leurs fiancés. 
Toutefois, une des jeunes femmes, Jenny, se retrouve seule, son promis ayant été mis en prison. Lucky Luke est alors désigné comme son chaperon, le temps d'aviser. De son côté, Horace Odger, le maire, espère marier Luke à Jenny afin de le pousser à s'établir à Purgatory et en devenir le shérif.
Mais c'est compter sans les frères Dalton, fraîchement évadés et décidés à se débarrasser de Lucky Luke une bonne fois pour toutes. Après avoir kidnappé Jenny, ils exigent de Luke qu'il les laisse tranquilles, sous peine de ne jamais revoir la jeune fille en vie. Heureusement, le cow-boy retrouve facilement les Dalton, épuisés nerveusement par Jenny, ses bonnes manières et sa cuisine irlandaise. 
Finalement, les quatre malfrats se rendent à Lucky Luke qui, en échange du sauvetage de Jenny, obtient la libération de Teddy, le fiancé de celle-ci. Cette dernière peut enfin se marier, ce qui permet au cow-boy de quitter Purgatory avec les Dalton prisonniers.

## Personnages
- Lucky Luke
- Jolly Jumper
- Les Dalton
- Jenny O'Sullivan : jeune et jolie irlandaise aux bonnes manières, menant un combat farouche contre l'alcool et la cigarette. Luke est désigné comme son chaperon, malgré sa réticence à vivre avec Jenny. Elle cuisine toujours de l'Irish stew, que personne n'apprécie (à part elle-même et Averell Dalton).
- Hank Bully : conducteur de chariot au langage extrêmement grossier et auquel Morris prête les traits de Wallace Beery. Il a fait sa première apparition dans l'album La Diligence où précisément, il conduit une diligence. En anglais, « bully » est un mot d'argot servant à désigner une personne brutale. En effet, Hank ne ménage pas ses mules, du moins verbalement. Il s’entend très bien avec son camarade Lucky Luke.
- Toussaint Charbonneau : fait une apparition très librement adaptée de la réalité historique. Dans l'album, c'est un coiffeur français efféminé, adjoint de Luke, considéré comme l'« eunuque du harem ».
- Fanny « Cric » : femme du convoi, très musclée et habile au rouleau à tarte (après ses trois premiers mariages).
- Martha : femme du convoi. Maîtresse d'école, elle initie Hank à l'alphabétisation.
- Lily : femme du convoi, très préoccupée par sa garde-robe et son maquillage.
- Clara Clameur : femme du convoi et chanteuse d'opéra. Ses chants repoussent les coyotes.
- Le Chef des Comanches : le convoi passe par son territoire.
- Killer Kelly : tueur évadé dissimulé dans le convoi.
- Teddy Degan : fiancé de Jenny.

## Publication

### Album
Éditions Dargaud, no 23, 1985.

## Adaptation
Cet album est adapté dans la série animée Lucky Luke, diffusée pour la première fois en 1991.
Il est également adapté de façon très libre dans la série live italienne avec Terence Hill en 1992 : Lucky Luke.